# Bagnanti (Cézanne 1890)
Bagnanti è un dipinto a olio su tela di Paul Cézanne. Realizzato tra il 1890 ed il 1892, è conservato nel Musée d'Orsay di Parigi.

## Descrizione
La tela riprende un tema al quale molti artisti avevano prestato particolare attenzione nel corso dei secoli.
L'opera di Cézanne mostra dieci uomini nudi o seminudi in riva a un fiume, mentre fanno un bagno o si apprestano a tuffarsi.
L'artista non mostra più interesse per gli effetti dell'acqua, ma si concentra maggiormente sulla struttura del dipinto, che rivela una forte architettura e una prospettiva decisa: i personaggi si dispongono infatti all'interno di un cono ideale, suggerito dalle inclinazioni dei giovani ai lati del dipinto; la prospettiva è invece resa dalla riduzione dimensionale dei personaggi dei piani arretrati e dalla modulazione del colore, in particolare degli azzurri che circondano i corpi e ne costituiscono le ombre.